# سيف الدين جقمق
الظاهر سيف الدين جقمق (1373 - 1453) أو جقمق العلائي الظاهري سيف الدين أبو سعيد، هو سلطان من المماليك البرجية، تولى حكم مصر في من 842 إلى 857 هـ (1438- 1453 م). وهو الرابع والثلاثون من ملوك الترك، والعاشر من ملوك الشراكسة.

## حياته
الظاهر سيف الدين جقمق شركسي الأصل اشتراه (الأشرف سيف الدين إينال العلائي) وقدمه إلى الملك الظاهر برقوق، فأعتقه واستخدمه. عاش قرابة 80 سنة، وخلع بولده المنصور، برغبة منه إليه، لشدة مرضه.
ومات بعد خلعه باثني عشر يوما.
وحبس في أيام الملك الناصر فرج، ثم أطلق وولي أعمال في دولتي الملك المؤيد شيخ، والظاهر ططر، إلى أن كان (أتابك) العساكر في دولة الأشرف برسباي.
ولما مات الاشرف وولي ابنه العزيز يوسف استمرَّ جقمق أتابك ومدبرًا للدولة. وقام بعض المماليك فخلعوا العزيز، وولَّوه السلطنة، فانتظم له الأمر إلى أن توفي بالقاهرة.

## أعماله
كان وقتئذ أتابكاً للسلطنة وعمره 69 عاما. استهل حكمه بالقضاء على الثورات الداخلية في السلطنة كثورة حلب وثورة الأمير قرقميش، فاستتب له الأمر في الحكم دون اضطرابات داخلية.
حسّن علاقاته مع الممالك الإسلامية المجاورة، فسمح لشاه رخ ابن تيمورلنك بكسوة الكعبة المشرفة من الداخل مما سبّب غضبا شعبيا عاما جعله يتراجع عن ذلك فيما بعد. كما تزوج إحدى أميرات آل عثمان، واحتفل بفتحهم الأعظم لمدينة القسطنطينية عام 1453م.
حاول إخضاع فتح جزيرة رودوس التي أصبحت قاعدة للفرسان الإسبتاريين الصليبيين بعد إخضاع جزيرة قبرص في عهد السلطان سيف الدين برسباي في عام1426م. وقد سيّر إلى الجزيرة ثلاث حملات بحرية حيث فشلت الحملة الأولى عام 1440م وفشلت الحملة الثانية في عام 1443م، ونجحت الحملة الثالثة بدخول الجزيرة وتدمير مدنها وإيقاع الخسائر الفادحة بين الفرسان الإسبتاريين مما أرغمهم على اللجوء لطلب عقد الصلح، فقبل السلطان جقمق ذلك وعادت جيوشه منتصرة.

## معركة ڤارنا بين العثمانيين والصليبيين
بعد الانتصار العظيم للسلطان العثماني مراد الثاني على التحالف الصليبي في معركة ڤارنا في 10 نوفمبر 1444م في بلغاريا، وهزيمة الصليبيين هزيمة نكراء بذلك منهيا «حملة ڤارنا الصليبية»، امتد الاحتفال إلى العالم الإسلامي.
ففي الجمعة الأولى من وصول الخبر إلى القاهرة في 1 أبريل 1445، أمر السلطان سيف الدين جقمق بتلاوة اسم السلطان العثماني المنتصر مراد الثاني، مُجاملةً، بعد اسم الخليفة العباسي، والدعاء لأرواح الشهداء العثمانيين في الأقطار المملوكية، وأُقيمت احتفالات النصر في مصر.

## صفاته
كان الظاهر جقمق ملكا عظيما جليلا دينا متواضعا كريما هدأت البلاد في أيامه من الفتن، وكان فصيحا بالعربية، متفقها، له مسائل في الفقه عويصة يرجع إليه فيها، وكانت فيه حدة وآذى بعض العلماء.
وقال عنه ابن تغري بردي: يخلط الصالح بالطالح والعدل بالظلم ومحاسنه أكثر من مساوئه.
كان السلطان الملك الظاهر جقمق محبّا للعلم والعلماء، وكان يكرم العلماء والأدباء، وكان يعطف على الأيتام ويحبهم ويحسن إليهم. كان متواضعا جواداً براً طاهر الفم، فقيها فاضلا شجاعا عارفا بأنواع الفروسية، ولم يُرى أحد من ملوك الدولة الأيوبية والتركية من هو على عفّته وعبادته.

## عملاته وألقابه
كانت دراهم ودنانير «الأشرف برسباى» المعروفة بالدراهم والدنانير الأشرفية هي التي كانت متداولة لكن جقمق سك دراهم ودنانير جديدة اسماها «الظاهرية» سنة 1440 وأمر بمنع التعامل بالدراهم والدنانير الأشرفية فوقف البيع والشراء فاضطرت السلطات لأن تجمع الدراهم والدنانير الأشرفية من الناس بسعرها وروجوا بدلا منها دراهم ظاهرية وحولوا الدراهم الأشرفية لدراهم ظاهرية في «دار الضرب». كانت الدراهم الظاهرية جيدة السكة وكانت نسبة الفضة فيها 94.5% ووزنها كان ما بين 1.46 و1.89 جرام.
الأسماء والألقاب التي ظهرت على عملات جقمق هي: «السلطان الملك الظاهر أبو سعيد»، و«الملك الظاهر أبو سعيد» و«السلطان الملك الظاهر»، و«السلطان الملك». وظهر له دعاء: «عز نصره»، و«خلد الله ملكه».
وظهرت عملات خاطئة بألقاب «القاهر» و«ظاهر» بدل «الظاهر».

## وفاته
قيل إنه توفي ولم يُقتل، وقيل قُتل في القلعة عام 824هـ ودفن بتربته في المدرسة الجقمقية إلى جوار باب الجامع الأموي الشمالي بدمشق. وقيل أشتد المرض على السلطان جقمق في عام 1453م (857 هجري) فتنازل عن العرش لابنه فخر الدين عثمان، وتوفي في ليلة الثلاثاء 3 صفر 857 هـ بعد حكم دام 14 عاما وعشرة أشهر.